# Simon Rrota
Simon Rrota (ur. 23 października 1887 w Szkodrze, zm. 27 stycznia 1961 w Szkodrze) – albański malarz i fotografik.

## Życiorys
Syn Gjusha Rroty. Dzieciństwo spędził w Szkodrze, gdzie uczył się w szkole prowadzonej przez zakon Franciszkanów. Pierwsze lekcje rysunku pobierał u znanego malarza Kolë Idromeno, a następnie u Saverio Polaroli, Włocha mieszkającego w Szkodrze. W 1915 ukończył studia w Akademii Sztuk Pięknych Brera w Mediolanie, gdzie kształcił się pod kierunkiem Alcide Campestriniego. W czasie studiów przebywał we Francji. Po powrocie do Albanii pracował jako fotograf w Lushnji, a od 1922 uczył rysunku w szkole w Szkodrze.
Dorobek twórczy Kushiego obejmuje obrazy Szkodry (Brama Szkodry, 1934), portrety (Portret Kara Mahmuta Paszy), sceny rodzajowe (Obok wiejskiej studni, 1934). Większość jego prac znajduje się w zbiorach Narodowej Galerii Sztuki w Tiranie.

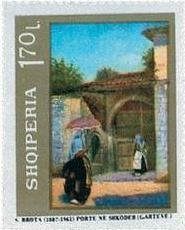
S. Rrota, Brama w Szkodrze (1936)

W 1961 został wyróżniony pośmiertnie przez władze Albanii tytułem Zasłużonego Malarza (Piktor i Merituar), a w 1999 tytułem Malarza Ludu (Piktor i Popullit).